# Albin Egger-Lienz

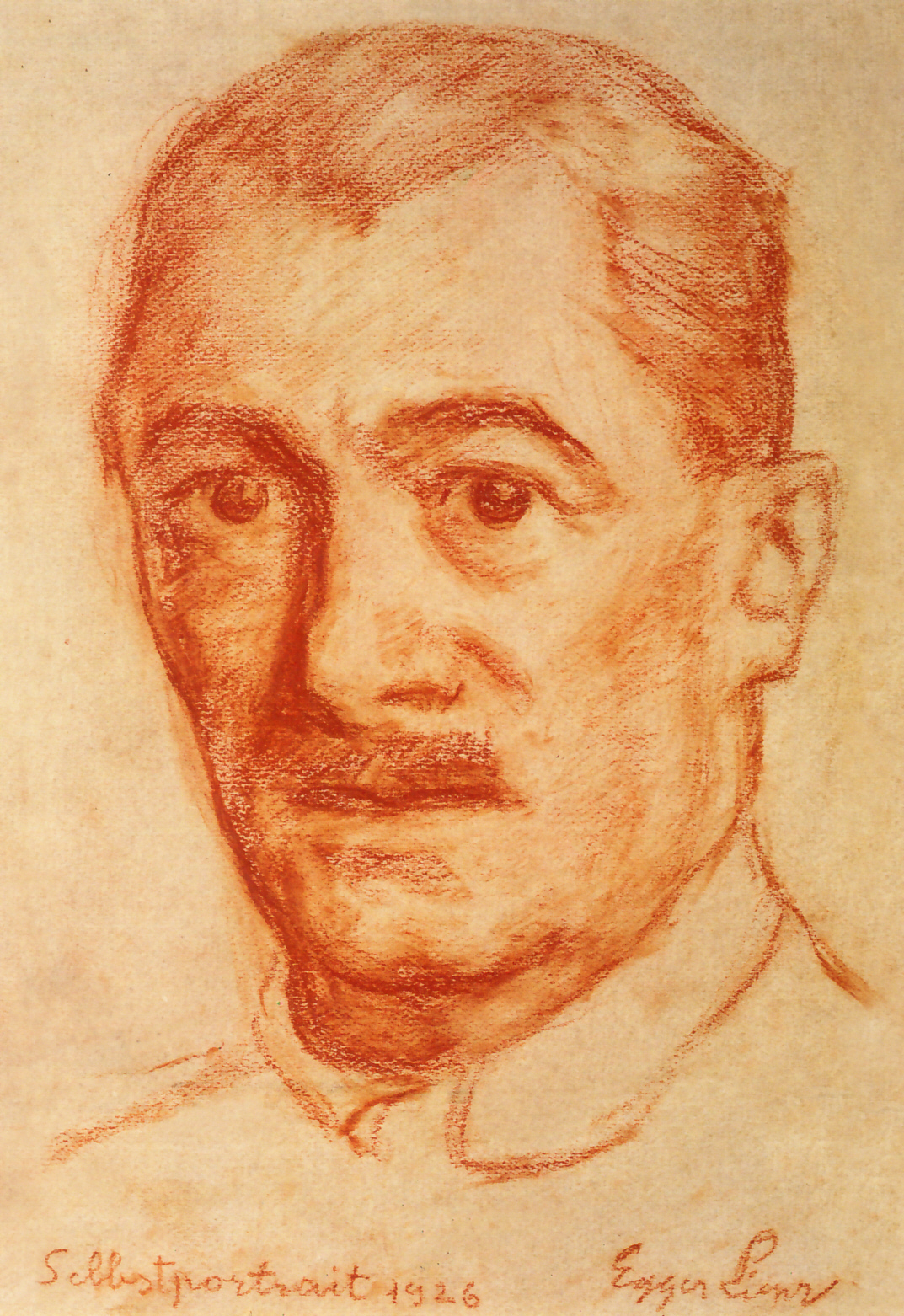
Autorretrato, 1926.

Albin Egger-Lienz fue un pintor austríaco. Nació en Dölsach-Stribach cerca de Lienz, en lo que era el condado de Tirol el 29 de enero de 1868 y murió el 4 de noviembre de 1926 en Santa Giustina, Bolzano, Italia.
Era el hijo ilegítimo de Maria Trojer y Georg Egger y fue bautizado con el nombre de Albin Trojer. En el año 1877 obtuvo el permiso para utilizar legalmente el apellido paterno, Egger. Aprendió a pintar bajo la tutela de su padre, un pintor de edificios religiosos, y posteriormente estudió en una Academia de Arte en Múnich, donde recibió la influencia de Franz Defregger y del pintor francés Jean-François Millet.
Entre 1893 y 1899 trabajó en Mónaco, donde entró a formar parte de la asociación artística local. En el año 1899 se casó con Laura Möllwald, con la que tuvo tres hijos (Lörli, Fred e Ila) y se trasladó a Viena, donde trabajó aislado del ambiente artístico local. Intentó inútilmente obtener un puesto como profesor en la Academia de Bellas Artes de Viena.
Durante 1911 y 1912 fue profesor en la Escuela Weimar de Bellas Artes y sirvió como pintor de guerra durante la Primera Guerra Mundial. En 1918 consiguió un puesto de profesor en la Academia de Viena y se trasladó a la provincia de Bolzano-Bozen, donde residiría el resto de su vida.
Como artista, tenía una especial preferencia por los escenarios rurales e históricos; bajo la influencia de Ferdinand Holdler, Egger-Lienz abstrajo el lenguaje formal de su estilo pictórico en expresividad monumental.

## Galería

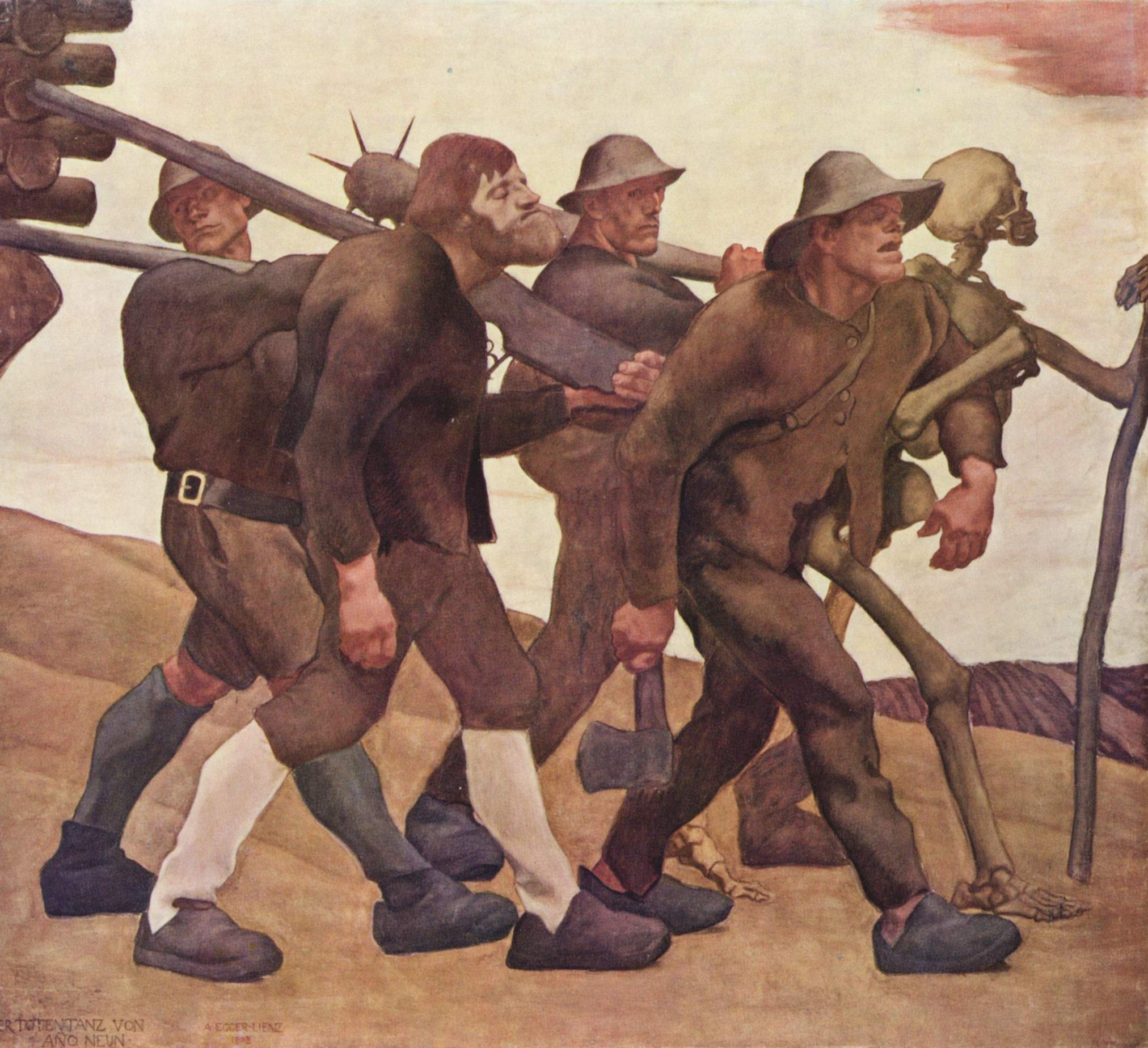
Der Totentanz von Anno Neun (1906-1908)
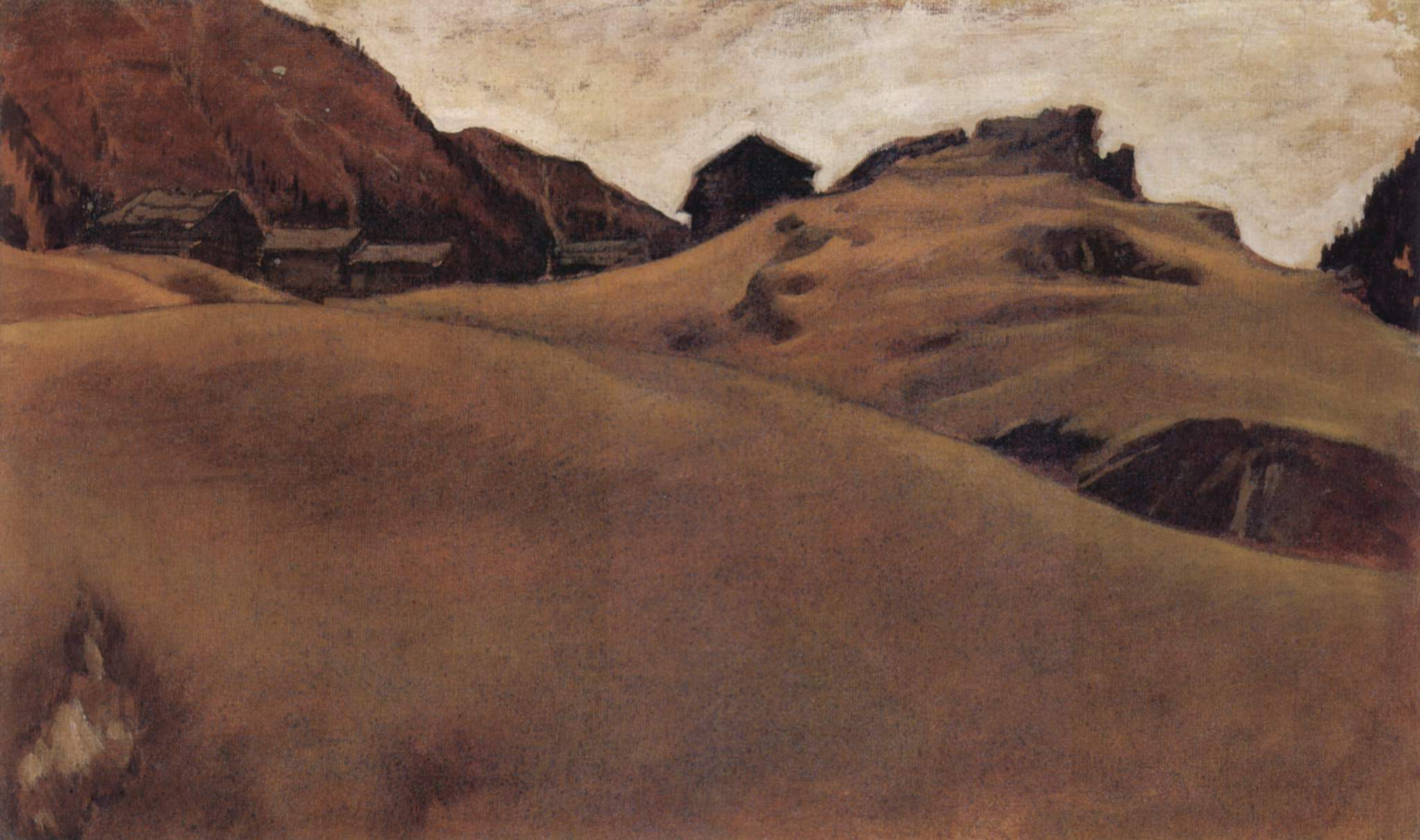
Almlandschaft im Ötztal (1911)
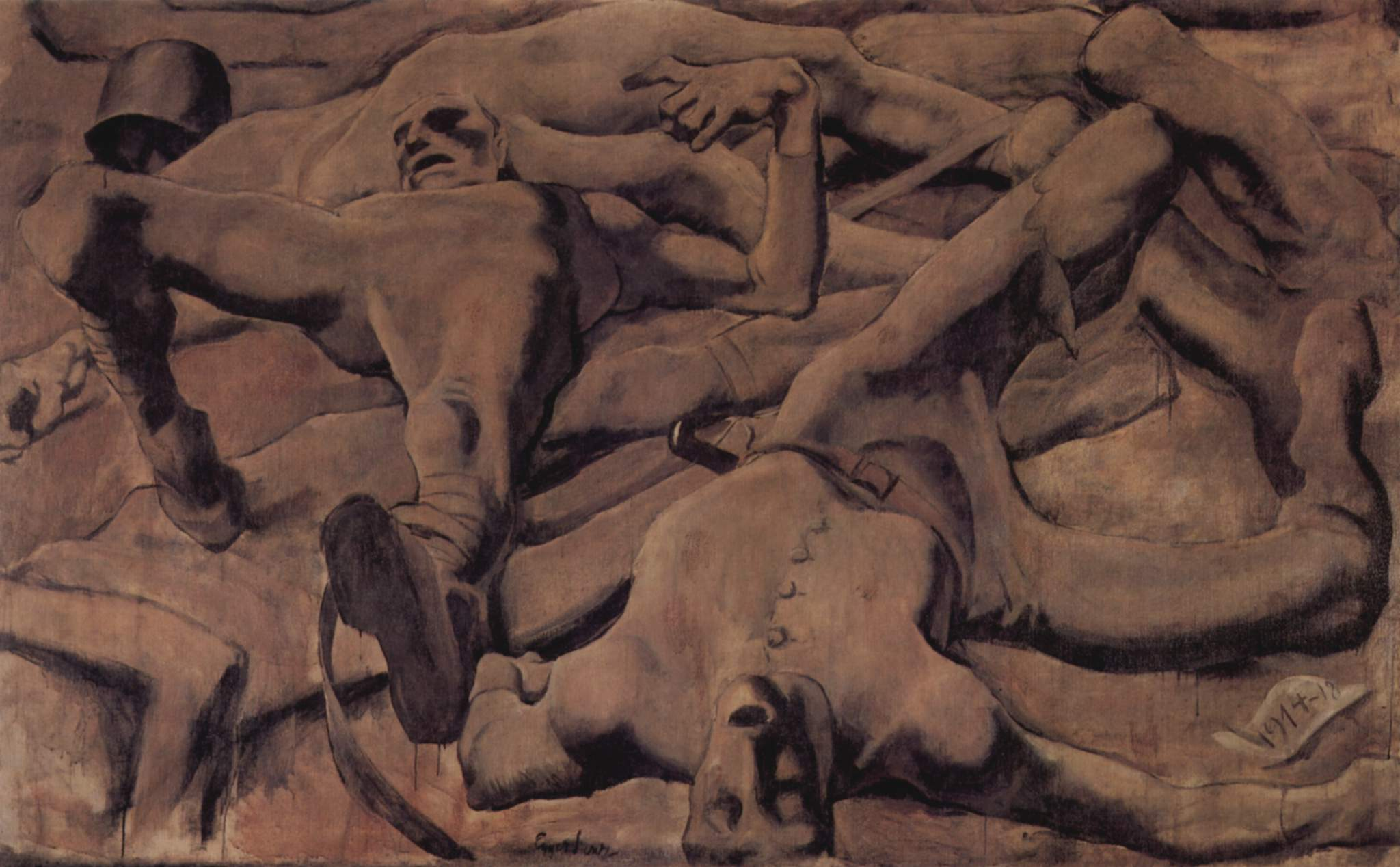
Finale (1918)
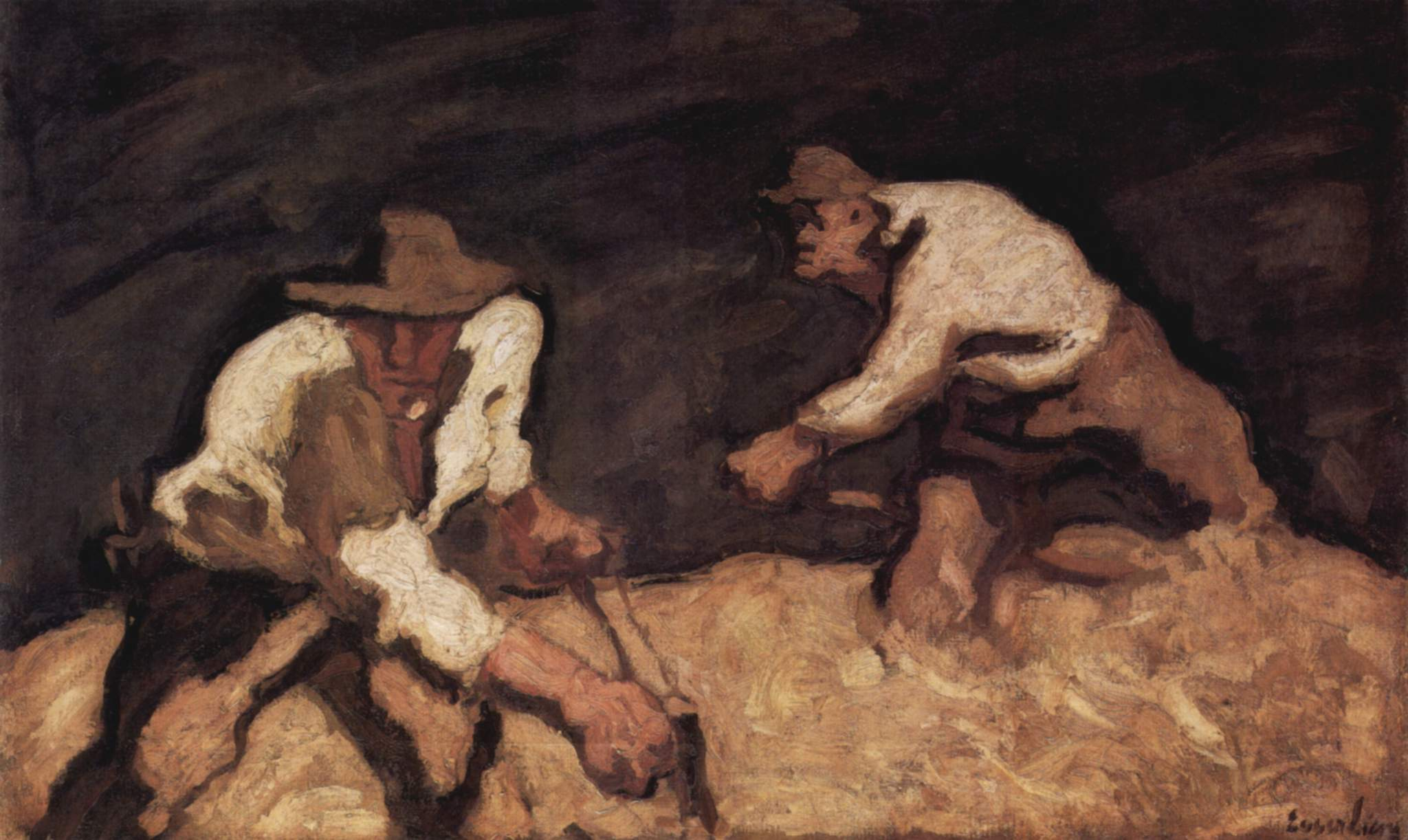
Die Schnitter (Die Bergmäher bei aufsteigendem Gewitter)
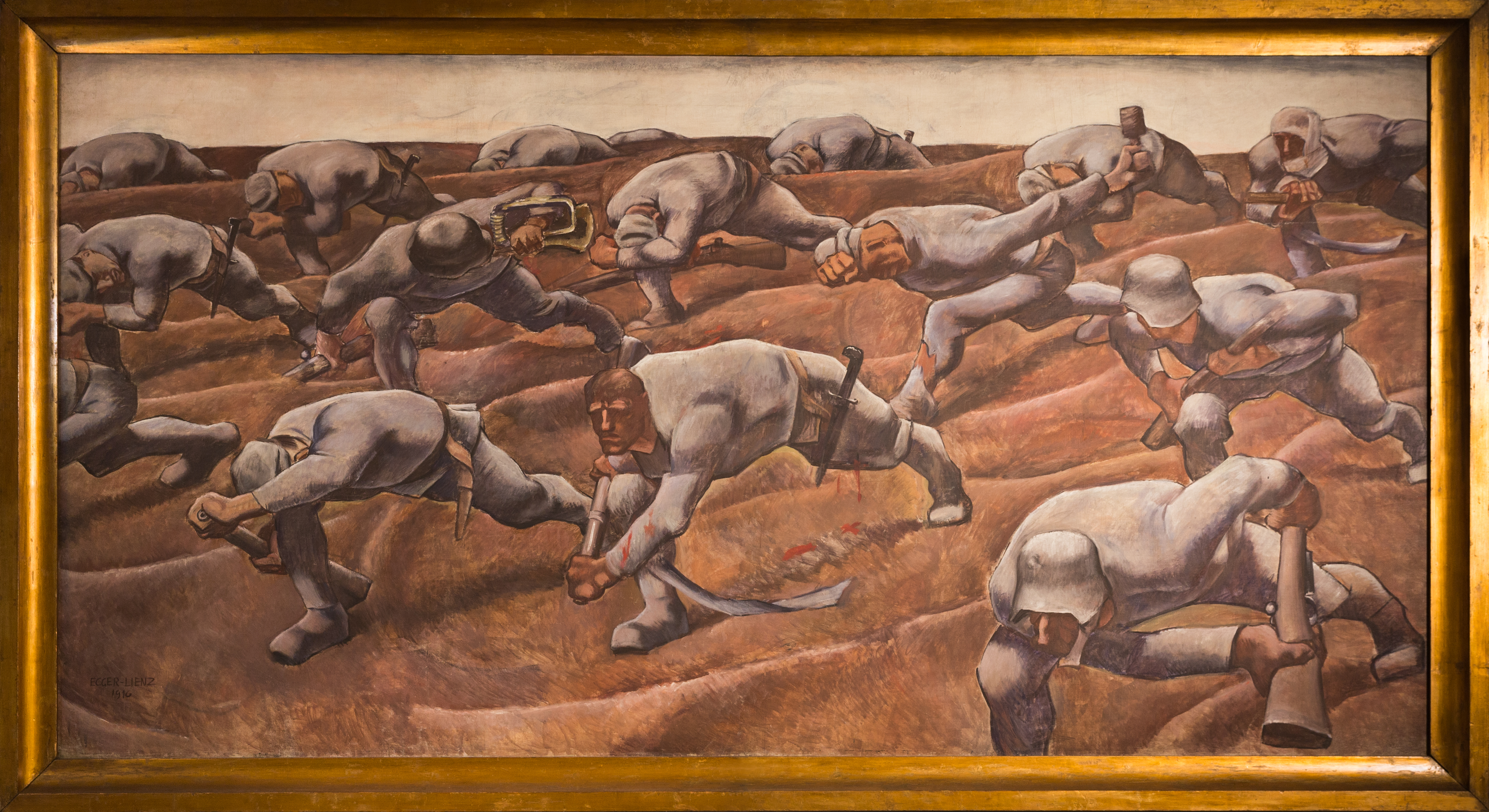
Den Namenlosen
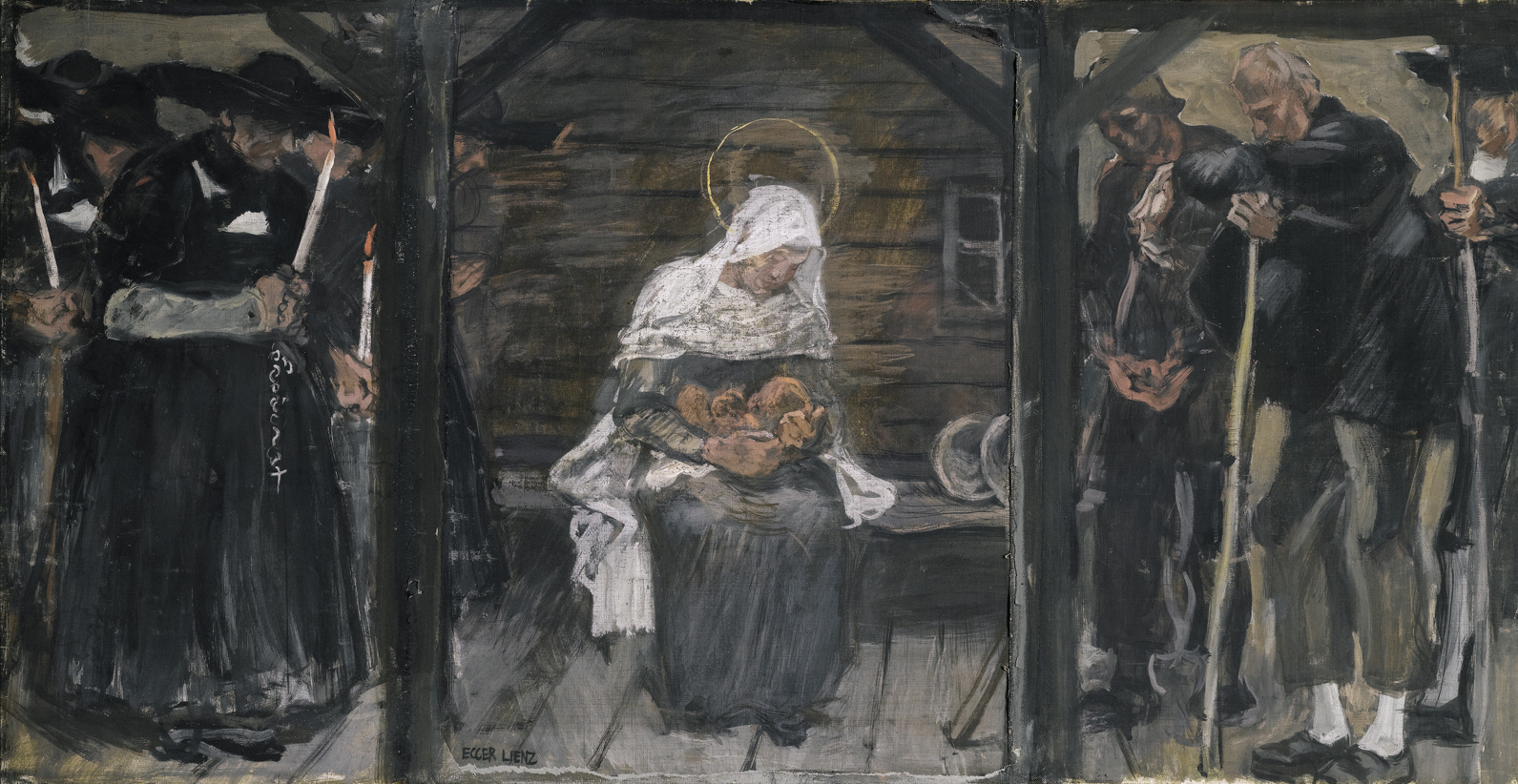
"The Adoration" (1904)